# Hengyang
|  | Hengyang er også navnet på et amt i præfekturet. |
Hengyang (kinesisk skrift: 衡 阳 / 衡 陽, pinyin: Héngyáng, tidligere Hengzhou (Hengchow), er den næststørste by i  Hunanprovinsen i Kina. Den er en by på præfekturniveau og ligger ved floden Xiangjiang ca. 500 km syd for Changsha, Hunans hovedstad. Præfekturet har et areal på 15.302 km² og en befolkning på 7.490.000 indbyggere (2007). Hengyang er en travl og hurtigt voksende industriby og Hunans vigtigste trafikknudepunkt. Der er især  kemisk industri, virksomheder for landbrugs- og mineudstyr, tekstiler, papir og fødevareindustri. Der er bly-, zink-, kul- og tinminer i området. 

## Administrative enheder
Hengyang består af fem bydistrikter, to byamter og fem amter:
- Bydistriktet Yanfeng (雁峰区), 93 km², 200.000 indbyggere, sæde for lokalregeringen;
- Bydistriktet Zhuhui (珠晖区), 227 km², 270.000 indbyggere;
- Bydistriktet Shigu (石鼓区), 112 km², 200.000 indbyggere;
- Bydistriktet Zhengxiang (蒸湘区), 111 km², 210.000 indbyggere;
- Bydistriktet Nanyue (南岳区), 179 km², 50.000 indbyggere;
- Amtet Hengyang (衡阳县), 2.502 km², 1,12 millioner indbyggere;
- Amtet Hengnan (衡南县), 2.621 km², 1,0 millioner indbyggere;
- Amtet Hengshan (衡山县), 936 km², 410.000 indbyggere;
- Amtet Hengdong (衡东县), 1.926 km², 670.000 indbyggere;
- Amtet Qidong (祁东县), 1.871 km², 920.000 indbyggere;
- Byamtet Changning (常宁市), 2.052 km², 820.000 indbyggere;
- Byamtet Leiyang (耒阳市), 2.649 km², 1,22 millioner indbyggere.

## Trafik

### Jernbane
Jingguangbanen, som er toglinjen mellem Beijing i nord og Guangzhou i syd, har stoppested her. Den  passerer blandt andet  også Shijiazhuang, Handan, Zhengzhou, Wuhan, Changsha og Shaoguan.

### Vej
Kinas rigsvej 107 fører gennem området. Den løber fra Beijing til Shenzhen (ved Hongkong, og passerer provinshovedstæderne Shijiazhuang, Zhengzhou, Wuhan, Changsha og Guangzhou.
Kinas rigsvej 322 begynder i Hengyang og fører via Guilin og Nanning i den autonome region Guangxi frem til grænsen til Vietnam ved Venskabsporten.